# Бірківське
Біркі́вське (раніше — хутір Бірківський) — село в Україні, в Овруцькій міській територіальній громаді Коростенського району Житомирської області. Кількість населення становить 21 особу (2001).

## Населення
У 1900 році кількість мешканців хутора становила 85 осіб, дворів — 12, у 1906 році — 111 жителів та 15 дворів.
Станом на 1923 рік в селі налічувалося 33 двори та 149 мешканців, на 1924 рік — 183 жителі, з перевагою населення польської національності, та 26 дворів.
Відповідно до результатів перепису населення СРСР, кількість населення, станом на 12 січня 1989 року, становила 31 особу. Станом на 5 грудня 2001 року, відповідно до перепису населення України, кількість мешканців села становила 21 особу.

## Історія
В кінці 19 століття — хутір Бірківський (пол. Berkowski) Гладковицької волості Овруцького повіту, за 31 версту від Овруча, входив до православної парафії в Овручі.
У 1906 році — хутір Гладковицької волості (1-го стану) Овруцького повіту Волинської губернії. Відстань до повітового центру, м. Овруч, становила 31 версту, до волосного центру, с. Гладковичі — 25 верст. Найближче поштово-телеграфне відділення розташовувалося в Овручі.
У 1923 році увійшов до складу новоствореної Руднє-Мечненської сільської ради, котра, від 7 березня 1923 року, стала частиною новоутвореного Овруцького району Коростенської округи. Розміщувався за 26 верст від районного центру, м. Овруч, та 4 версти від центру сільської ради, с. Рудня-Мечна.
21 жовтня 1925 року включений до складу новоствореної Людвинівської сільської ради Овруцького району. 7 червня 1946 року повернутий до складу Руднянської сільської ради, на 1 вересня 1946 року — хутір Бірківський.
23 липня 1991 року, відповідно до постанови Кабінету Міністрів Української РСР № 106 «Про організацію виконання постанов Верховної Ради Української РСР…», село віднесене до зони гарантованого добровільного відселення (третя зона) внаслідок аварії на Чорнобильській АЕС.
У 2020 році територію та населені пункти Руднянської сільської ради Овруцького району Житомирської області, відповідно до розпорядження Кабінету Міністрів України № 711-р від 12 червня 2020 року «Про визначення адміністративних центрів та затвердження територій територіальних громад Житомирської області», включено до складу Овруцької міської територіальної громади Коростенського району Житомирської області.